# Kuigan
Kuigan (kasachisch Құйған) ist ein Dorf im Gebiet Almaty in Kasachstan mit rund 1800 Einwohnern (2011).
Es liegt am Ostufer am westlichen Teil des Balchaschsees im Delta des Flusses Ili.

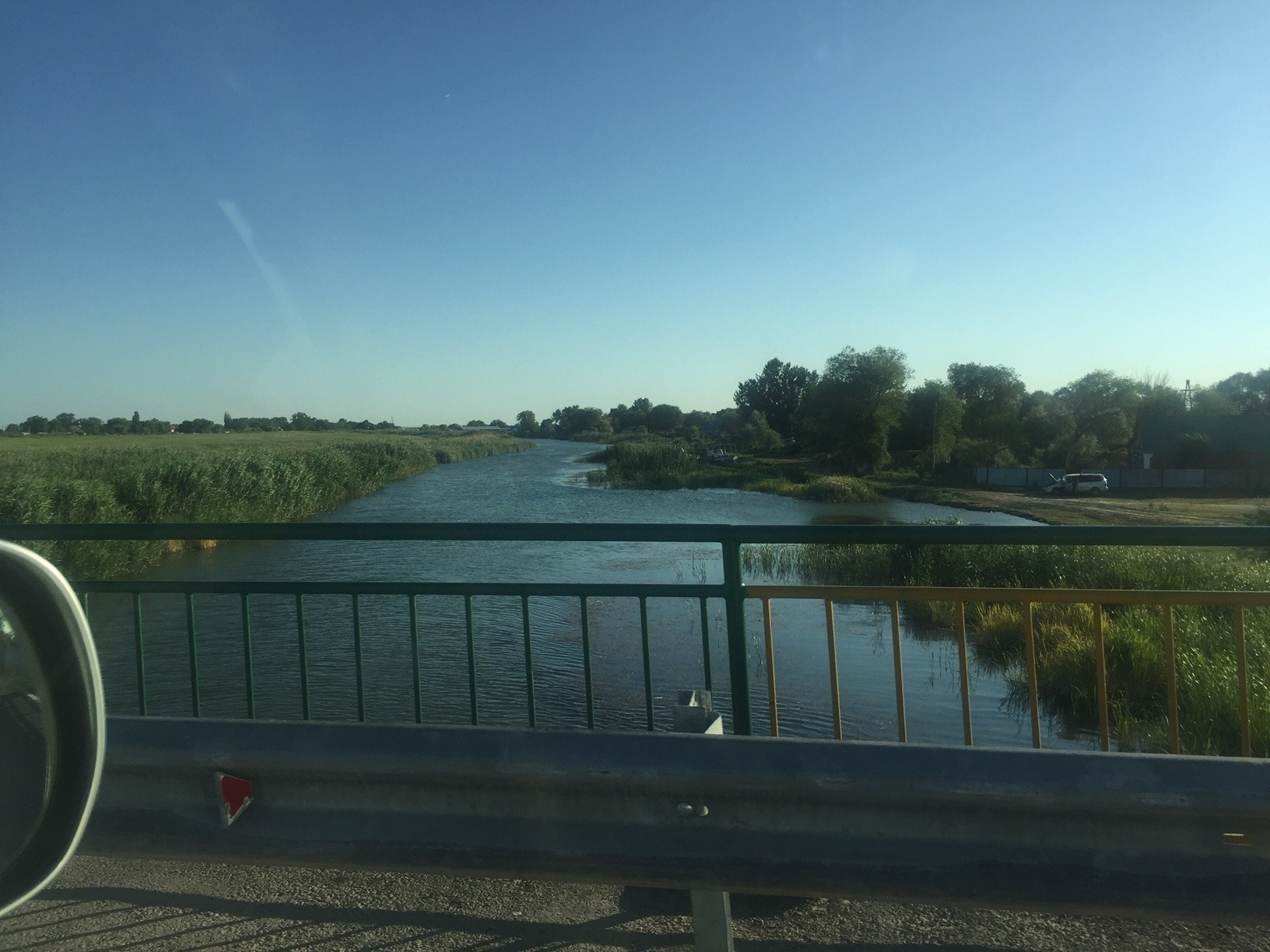
Der Ili bei Kuigan, 2019

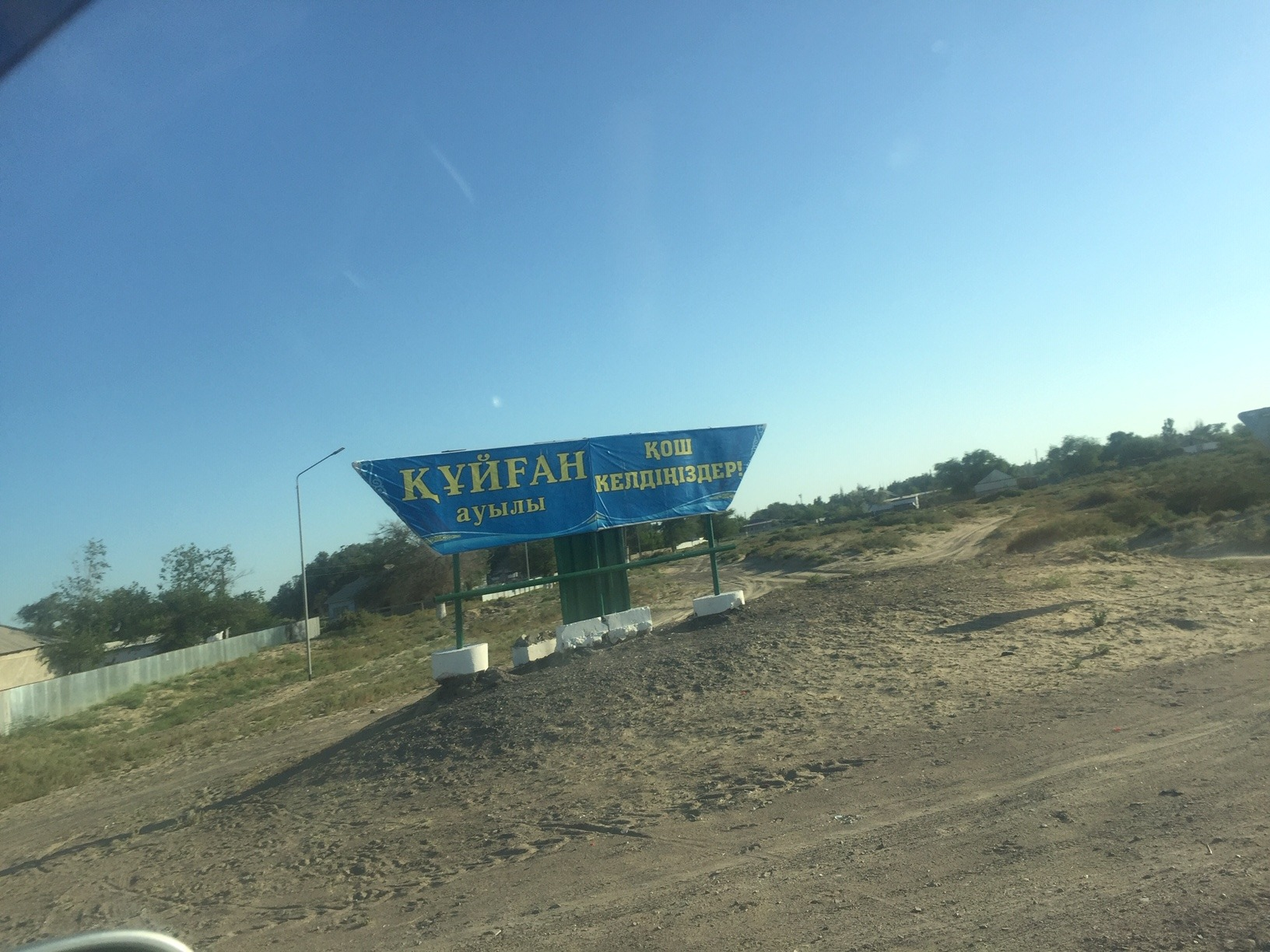
Ansicht, 2019

Die Einwohner leben von Fischfang, der vor allem im April und Mai sehr ergiebig ist. Viele Menschen verlassen den Ort (Stand 2011).
Eine Straße verbindet das Dorf mit dem ca. 10 km östlich gelegenen Schideli und führt weiter nach Balatopar.